# Iglesia de la Santísima Virgen (Bakú)
La iglesia de la Santísima Virgen ( en idioma armenio:Սուրբ Աստվածածին եկեղեցի, en idioma ruso:Церковь Святой Богоматери, церковь Аствацацин, en idioma azerí:Surp Astvatsatsin Erməni Kilsəsi) fue un templo perteneciente a la Iglesia apostólica armenia de la İçərişəhər de Bakú, Azerbaiyán, construida en el siglo XVIII y demolida en 1992.
Estaba situada en el lado sur de la Torre de la Doncella a la vuelta de la avenida Neftyanikov entre el caravasar (hoy Mugam Club de Bakú, hasta 1996 Museo de la Música), la calle de Santa Bárbara, (a partir de 1939 calle Viacheslav Menzhinski, desde 1992 calle Hagigat Rzayeva) y el calle del Gran Minarete (desde 1939 calle Asef Zeynalli).

## Historia
Como no había muchos armenios en la ciudad vieja en comparación con el resto de Bakú, la iglesia no tenía una parroquia grande. Por lo tanto, y debido a que ha sido borrada de la memoria pública en Bakú, queda poca información al respecto, y algunas afirmaciones al respecto son contradictorias. Según [Leonid Bretanitsky, la iglesia fue construida cerca de una caravasar armenia debajo de la Torre de la Doncella.  Benjamin Arustamyan afirma que Hamdallah Mustawfi Qazwini (ca. 1281-1344) ya mencionaba una iglesia armenia y que la iglesia armenia de la Santísima Virgen (Surp Astvatsatsatsin) se construyó en 1799 —es decir, bajo el dominio persa de la dinastía Kayar— al pie de la Torre de la Doncella dentro de la fortaleza de Bakú, y demolida en la década de 1930. Sin embargo, la iglesia permaneció hasta el conflicto de Nagorno-Karabaj, como también se puede ver en varias fotografías. Fue la catedral armenia de San Tadeo y Bartolomé la que fue realmente destruida por Iósif Stalin.
A finales del siglo XIX, el sacerdote armenio Markar Barkhudaryants observó que los armenios de Bakú tenían dos iglesias de piedra: una grande llamada en honor de San Gregorio Iluminador y otra más pequeña llamada Surb Astvatsatsin (Santísima Virgen). Caracterizó a Surb Astvatsatsin como muy antigua, como lo demuestran las formas internas y externas de la construcción arquitectónica.
Thomas de Waal menciona que, según el diplomático que trabajó en Bakú en 1992, en el punto álgido del conflicto de Karabaj, la iglesia fue destruida, y que ahora hay un espacio vacío en su antiguo emplazamiento cerca de la Torre de la Doncella.